# Stephen A. Smith
Stephen Anthony Smith (* 22. März 1952) ist ein britischer Historiker.
Er war Professor für Geschichte an der Universität Essex, Colchester. Seit 2012 ist er Senior Research Fellow am All Souls College der Universität Oxford. 2014 wurde er zum Mitglied der British Academy gewählt.
Seine Forschungsschwerpunkte sind die Sozialgeschichte Russlands und der Russischen Revolution sowie die Geschichte Chinas und die vergleichende Kommunismusforschung.